# شامافي

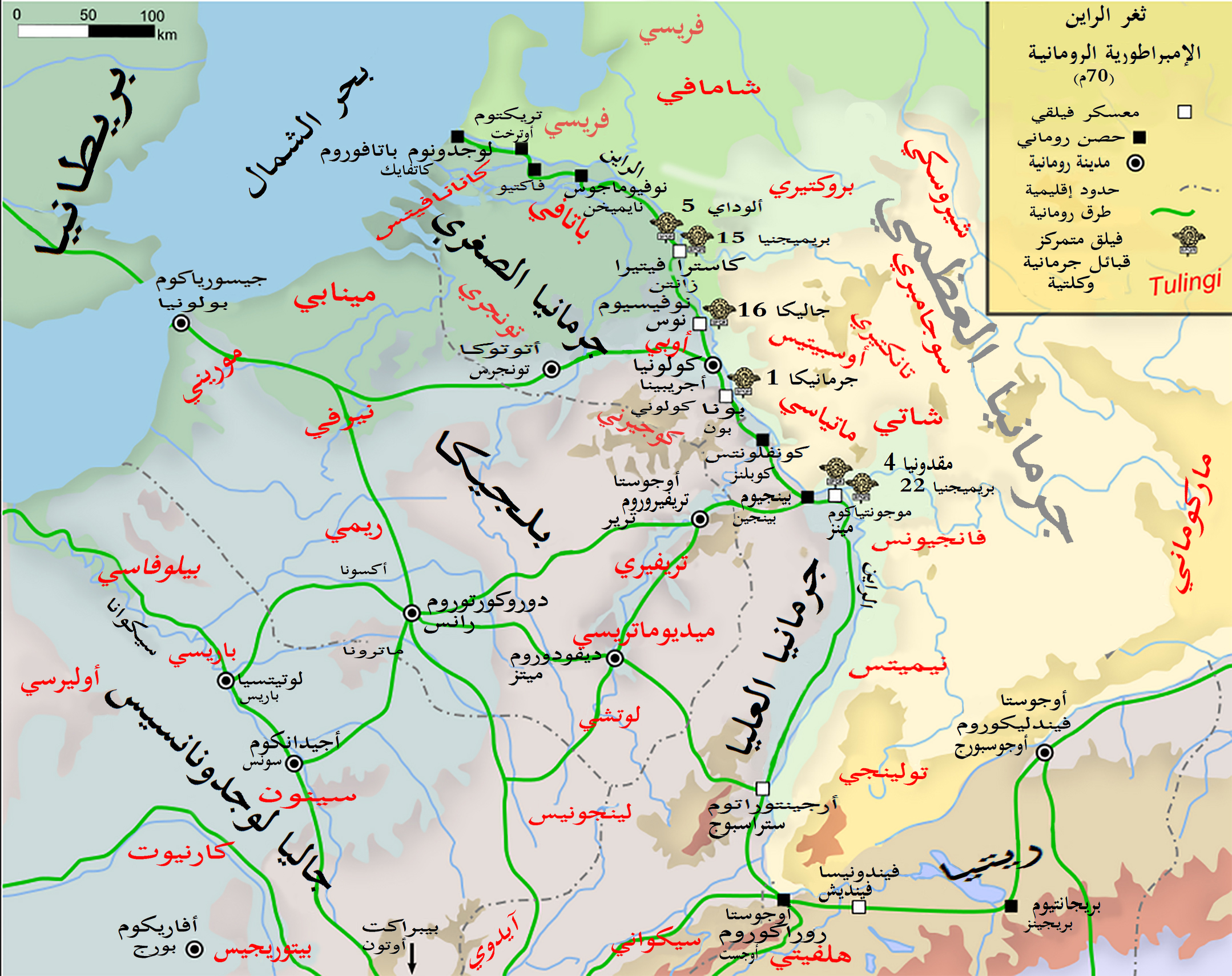
حدود الراين حوالي سنة 70م.

شامافي كانت قبيلة جرمانية في العصور الرومانية التي ظل اسمها يتردد في العصور الوسطى المبكرة. وقد ظهر هذا الاسم لأول مرة في القرن 1 في كتاب جرمانيا تاسيتس باعتبارها القبيلة الجرمانية التي عاشت شمال الراين الأسفل. وربما بقى اسمها في المنطقة اليوم هامالاند في مقاطعة خيلدرلند بهولندا، بين نهري آيسل وإمس.